# کمیسیون انرژی مجلس شورای اسلامی

کمیسیون انرژی مجلس شورای اسلامی یکی از کمیسیون‌های تخصصی مجلس شورای اسلامی است. این کمیسیون برای انجام وظایف محوله در محدوده نفت، گاز، برق، سدها و نیروگاه‌های آبی و برقی، انرژی اتمی و انرژی‌های نو تشکیل می‌شود.

## اعضا
اعضای کمیسیون انرژی مجلس شورای اسلامی در سال اول مجلس دوازدهم: